# Fall Noel Field
Der Fall Noel Field betraf Untersuchungen und Verurteilungen von führenden Funktionären und Parteimitgliedern in Ungarn, der DDR und der Tschechoslowakei zwischen 1949 und 1954. Ihnen wurde vorgeworfen, mit dem angeblichen US-amerikanischen Agenten Noel H. Field im Auftrag der CIA diese Länder zu unterwandern. Die Vorwürfe erwiesen sich später als völlig unbegründet und alle Beschuldigten wurden ab 1956 inoffiziell rehabilitiert.

## Vorgeschichte

### Stalinistische Säuberungen
In der Sowjetunion wurden in den 1930er Jahren zahlreiche Funktionäre und Mitglieder der KPdSU verhaftet und erschossen. Auch viele Mitglieder ausländischer kommunistischer Parteien fielen den Säuberungen zum Opfer, es kamen dort mehr KPD-Mitglieder ums Leben als im nationalsozialistischen Deutschland.
Auch in den ostmitteleuropäischen Ländern  unter sowjetischer Kontrolle wurden seit 1945 gegen viele Personen vorgegangen.

### Noel Field
Noel Field stammte aus einer liberalen US-amerikanischen Quäkerfamilie. Seit 1938 leitete er in der Schweiz die europäische Zweigstelle des Hilfswerks Unitarian Service Committee (USC) in Zürich. Er unterstützte tausende östliche Emigranten mit Hilfsgütern und teilweise auch mit Waffen, vor allem viele kommunistische Widerstandskämpfer. Um 1941 hatte er deshalb Kontakte zu Allen Dulles, den Leiter des US-Geheimdienstes OSS in Mitteleuropa, den er von seiner früheren Tätigkeit im State Departement (Außenministerium) kannte.

„Solche Kontakte, die auf den damaligen gemeinsamen antifaschistischen Zielen der Anti-Hitler-Koalition basierten, waren keinesfalls ungewöhnlich. Der Zweck war, in diesem politischen Rahmen auch von Dulles Mittel für den antifaschistischen Widerstandskampf kommunistischer Gruppen zu erhalten.“

1948 suchte er einen neuen Aufenthaltsort für sich und seine Frau in einem der östlichen Länder, da er Vorladungen vor das Komitee für unamerikanisches Umtriebe als Zeuge und als Beschuldigter auch wegen seiner Tätigkeit für den sowjetischen Geheimdienst NKWD in den USA zu befürchten hatte.
Im Herbst 1948 ließ er danach in Ost-Berlin nachfragen und fuhr auch erstmals nach Prag.

## Ungarn
Der ungarische Parteichef Mátyás Rákosi wurde seit Ende 1948 von der sowjetischen Führung gedrängt, entschlossener gegen Abweichler in der eigenen Partei vorzugehen.
In dieser Zeit informierte ihn der ungarische Geheimdienst, dass Noel Field ein US-amerikanischer Agent sei und weiter Kontakte zum CIA-Chef Allen Dulles habe. (Diese Angabe hat sich später als nachweislich falsch herausgestellt.)
Als Noel Field für einige Tage in Prag war, wurde er dort am 11. Mai vom ungarischen Geheimdienst mit Billigung der tschechoslowakischen Parteiführung entführt und nach Budapest gebracht.
Dort wurde er in den folgenden Wochen vielfach verhört und schwer gefoltert. Dabei nannte er die Namen von ungarischen KP-Mitgliedern, mit denen er in der Schweiz, Frankreich und Spanien Kontakt gehabt hatte. Daraus wurde von Parteichef Rákosi eine antikommunistische Verschwörung konstruiert, deren Leiter Noel Field sei.
Die genannten Personen wurden daraufhin verhaftet, darunter der Außenminister László Rajk und der Kaderchef der Partei der Werktätigen Tibor Szőnyi. Auch diese wurden vielfach verhört und schwer misshandelt. Noel Field zog im Juli seine erzwungenen falschen Beschuldigungen zurück und war danach als Hauptanklagezeuge nicht mehr zu gebrauchen. Im August entwarf der Parteichef Rákosi gemeinsam mit Stalin in einer Besprechung den detaillierten Ablauf des Prozesses.
Im September wurde ein großer Schauprozess durchgeführt, der zu mehreren Todesurteilen sowie langjährigen Gefängnisstrafen führte. Dabei waren auch offizielle Vertreter aus Polen, der ČSR und weiteren Ländern als Beobachter anwesend.

## Kontakte zu Noel Field
In dem Prozess in Budapest wurde behauptet, dass Noel Field mit seinen Bekannten aus der Emigrationszeit die kommunistischen Parteien in Ungarn und anderen östlichen Ländern im Auftrag der CIA unterwandern würde. Damit war jeder verdächtig, der irgendwann einmal mit ihm in dieser Zeit in Kontakt gewesen war.
Noel Field war damit

„so etwas wie der Träger eines unsichtbaren, heimtückischen Bazillus gewesen, den er unwissentlich auf alle übertrug, die in seine Nähe kamen. Die Befallenen gaben die Krankheit unabsichtlich weiter, und der Name Field wurde ein Synonym für Angst.“

Dieses galt dann auch für Personen, die gar nicht direkt mit ihm zu tun hatten, sondern nur mit dessen Mitarbeitern.
Die sowjetische Führung, besonders Stalin selber, drängten nun die Verantwortlichen in mehreren östlichen Ländern, gezielt jeden zu überprüfen, der in der Emigration in Frankreich, der Schweiz, Spanien oder Mexiko gewesen war und so dieses Spionagenetzwerk zu zerstören.

## DDR

### Geschichtlicher Überblick
Durch den Prozess gegen László Rajk in Budapest im September 1949 geriet die SED-Führung unter Druck, auch ihre Westemigranten zu untersuchen, vor allem jene mit Kontakten zu Noel Field. Der ungarische Parteichef Rakosi hatte Namen von 40 deutschen Genossen gesandt, die er bei den Geständnissen unter Folter erfahren hatte. Seit Oktober 1949 untersuchte die Zentrale Parteikontrollkommission der SED durch eine Sonderkommission unter Leitung von Herta Geffke alle Westemigranten. Sie sollten detailliert schriftlich ihre dortigen Erlebnisse schildern und zu wem sie Kontakte hatten, was die meisten auch gewissenhaft taten. Daraus ergaben sich zunächst keine Konsequenzen für die meisten Betroffenen, weil sie nach ihrer Rückkehr nach Deutschland ab 1945 alle schon einmal überprüft worden waren.
Anfang 1950 drängte der Leiter der Politischen Abteilung der Sowjetischen Kontrollkommission Wladimir Semjonow noch einmal, warum es bis dahin in der DDR keine sichtbaren Säuberungen gegeben habe. Seit März 1950 wurden die Untersuchungen gegen einige engere Kontaktpersonen von Noel Field verschärft. Danach wurden einige Ausschlüsse bekanntgegeben.
Am 24. August 1950 beschloss das Plenum des ZK der SED den Parteiausschluss von sechs Mitgliedern wegen der Verbindung zu Noel Field, drei von ihnen wurden verhaftet, vier weitere wurden ohne Parteiausschluss ihrer Funktionen enthoben. Die prominentesten Beschuldigten waren die Politbüromitglieder Franz Dahlem und Paul Merker, die engen Kontakt zu Noel Field hatten, und sich noch 1948 für seine Übersiedlung nach Prag oder Ost-Berlin eingesetzt hatten. Sie blieben aber wegen ihres hohen Ansehens in der Partei zunächst von Verhaftungen verschont.
In den folgenden Monaten wurden zahlreiche weitere Westemigranten von führenden Posten entbunden oder aus der SED ausgeschlossen. Auch einige Mitglieder der westdeutschen KPD mussten sich den Untersuchungen unterziehen, der stellvertretende Parteivorsitzende Fritz Sperling wurde in der DDR verhaftet, weitere Vorstandsmitglieder verloren ihre Parteifunktionen.
Es gelang den Verantwortlichen aber nicht, einen Schauprozess wie in Budapest vorzubereiten, da die dafür vorgesehenen Verhafteten die gewünschten Geständnisse nicht erbrachten.
Durch den Slánský-Prozess in Prag im November 1952 geriet die SED-Führung erneut unter Druck, da dort Paul Merker mit seinen Verbindungen zu Noel Field erwähnt wurde. Sie sah sich gezwungen, diesen und zwei weitere Personen zu verhaften und außerdem die Kontakte von weiteren Parteimitgliedern zu Beschuldigten des Slánský-Prozesses zu untersuchen. Dieses geschah aber wieder nur zögerlich und ohne Konsequenzen für die meisten Betroffenen. Erst als der Leiter der politischen Abteilung der Sowjetischen Kontrollkommission Wladimir Semjonow erneut nachdrücklich stärkere Konsequenzen forderte, wurden im Frühjahr 1953 Maßnahmen gegen Franz Dahlem und zwei weitere Parteimitglieder (ohne Bezug zu Noel Field) beschlossen.
Nach dem Tod von Stalin im März 1953 wurden zwar einige Maßnahmen gegen Ausgeschlossene abgemildert, aber noch 1954 wurden einige der Inhaftierten zu mehrjährigen Strafen verurteilt.
Erst nach dem XX. Parteitag der KPdSU im März 1956 wurden alle Verurteilten entlassen und alle von den Verfahren Betroffenen intern ohne öffentliche Bekanntmachung rehabilitiert, da ihre Verurteilungen unrechtmäßig gewesen seien.

### Bilanz
Die Untersuchungen von SED-Mitgliedern aus der Westemigration mit direkten oder indirekten Kontakten zu Noel Field verlief wesentlich glimpflicher ab als in Ungarn oder der ČSR. Es gab keine vollstreckten Todesurteile, dafür aber einen ungeklärten Todesfall in der Haft (Willi Kreikemeyer), zwei Todesfälle als unmittelbare Folge der Beschuldigungen (Paul Bertz, Rudolf Feistmann), zwei nicht vollstreckte Todesurteile durch sowjetische Gerichte (Leo Bauer, Erica Wallach), mindestens fünf mehrjährige Haftstrafen, sowie zahlreiche Entlassungen und Parteiausschlüsse.
Die Untersuchungen seit 1949 geschahen vor allem auf sowjetischen Druck, die DDR-Führung hatte anfangs offenbar kein großes Interesse daran, wohl, da sie alle betroffenen Genossen als verlässlich einschätzte. Deshalb gab es auch verhältnismäßig wenige Verurteilungen. Präsident Wilhelm Pieck und sogar der SED-Chef Walter Ulbricht schützten einzelne Personen gegen zu rigorose Maßnahmen.
Insgesamt waren mindestens 300 Personen in der DDR von den Untersuchungen zu Noel Field betroffen. Alle waren bis dahin als absolut zuverlässige Genossen bekannt.
Es konnte bei allen Untersuchungen kein einziger Beleg für eine tatsächliche Zusammenarbeit von Beschuldigten mit dem US-amerikanischen Geheimdienst oder anderen westlichen Organisationen festgestellt werden.

### Einzelne Betroffene

#### Verhaftungen und Todesfälle
1949
- Bernhard Steinberger, wurde im Juni 1949 von sowjetischen Behörden in Leipzig verhaftet und zu Lagerhaft verurteilt

1950
- Paul Bertz, enger Vertrauter von Noel Field, Direktor des kommunalen Wirtschaftsunternehmens Chemnitz, starb im April 1950 nach dem Lesen der Anklageschrift
- Rudolf Feistmann, Leiter des Ressorts Außenpolitik des Neuen Deutschland, wurde im Mai 1950 kurzzeitig verhaftet, starb im Juli angeblich an einer Fleischvergiftung
- Erica Wallach, Adoptivtochter von Noel Field, wurde im August 1950 beim Besuch in der DDR verhaftet, am 28. Dezember 1952 zum Tode verurteilt durch das Sowjetische Militärtribunal in Berlin-Lichtenberg, nach Moskau gebracht, dort im Juli 1953  zu 15 Jahren Lagerhaft begnadigt, 1955 entlassen und nach West-Berlin abgeschoben
- Leo Bauer, ehemaliger KPD-West-Funktionär, Chefredakteur des Deutschlandsenders der DDR, wurde am 23. August 1950 verhaftet und sollte Hauptfigur eines Schauprozesses werden, am 28. Dezember 1952 Todesurteil durch das Sowjetisches Militärtribunal in Berlin-Lichtenberg, nach Moskau gebracht, im Juli 1952 zu 25 Jahren Lagerhaft begnadigt, 1955 in die Bundesrepublik gebracht, wurde Journalist und Berater von Bundeskanzler Brandt[18]
- Willi Kreikemeyer, Leiter der Deutschen Reichsbahn, wurde im August 1950 verhaftet, er hatte damals  Erich Mielke mit dem Hilfskomitee von Noel Field geholfen, wovon er als einziger wusste, er wurde nach der Verhaftung von diesem mehrmals verhört und starb danach unter ungeklärten Umständen
- Bruno Goldhammer, Abteilungsleiter im Amt für Information, wurde im August 1950 verhaftet, 1954 verurteilt

1952
- Paul Baender, Staatssekretär im Handelsministerium, wurde am 21. November 1952 mit seiner Frau verhaftet und später verurteilt
- Hans Schrecker, kommissarischer Chefredakteur der Leipziger Volkszeitung, wurde am 24. November 1952 verhaftet, weil er früher Kontakt zu Paul Merker hatte, 1954 zu acht Jahren Haft verurteilt
- Paul Merker, Politbüromitglied der KPD seit 1930, wurde am 24. August 1950 aus der SED ausgeschlossen und verlor seine Ämter, musste dann als Kellner und Gaststättenleiter arbeiten, wurde im Dezember 1952 nach dem Slánský-Prozess verhaftet und 1954 verurteilt

#### Weitere Betroffene
1950
- Karl Hans Bergmann, Leiter der DEFA und des Filmverlags, trat im März 1950 aus der SED aus, verlor seine Ämter, siedelte im Sommer nach West-Berlin über
- Richard Gladewitz, ehemaliger Leiter des Informationsamtes des Landes Sachsen, seit 1950 Rundfunkredakteur beim Berliner Rundfunk
- Philipp Daub, Leiter der Kaderabteilung des Parteivorstandes der SED, 1950 entlassen, danach schwer erkrankt, seit September 1950 Oberbürgermeister von Magdeburg, später Vorsitzender der Liga für Völkerfreundschaft der DDR
- Leo Zuckermann, Leiter der Präsidialkanzlei von Wilhelm Pieck, 1950 entlassen, war danach außenpolitischer Berater des ZK der SED und des Außenministeriums, im November 1952 Institutsleiter der Akademie für Staat und Recht, floh nach dem SED-Beschluss vom 20. Dezember 1952 in den Westen (sein Bruder Rudolf Zuckermann wurde Anfang 1953 verhaftet für mehrere Jahre)
- Alexander Abusch, wurde im Juli 1950 seiner Ämter enthoben, später Kulturminister
- Lex Ende, ehemaliger Chefredakteur des Neuen Deutschland, wurde am 24. August 1950 aus der SED ausgeschlossen, und verlor seine Posten, danach unter Hausarrest, ab September in einem Hüttenwerk in Sachsen als Buchhalter, starb im Januar 1951 mit 46 Jahren
- Maria Weiterer, wurde am 24. August aus der SED ausgeschlossen und verlor ihre Posten
- Wolfgang Langhoff, Vizepräsident der Akademie der Künste und Volkskammerabgeordneter, verlor am 24. August seine Funktionen
- Bruno Fuhrmann, ZK-Sekretär, verlor am 24. August seine Funktionen
- Hans Teubner, verlor am 24. August seine Funktionen
- Walter Beling, ZK-Sekretär, verlor am 24. August seine Funktionen
- Robert Rompe, Professor und Leiter des II. Physikalischen Instituts der Humboldt-Universität, Mitglied des Parteivorstandes der SED, im Dezember 1950 aus Parteifunktionen ausgeschlossen, im September 1951 auf Intervention von Walter Ulbricht rehabilitiert

1951
- Friedrich Schlotterbeck, wurde im Februar 1951 aus der SED ausgeschlossen, im Februar 1953 vom MfS verhaftet und im April 1954 zu sechs Jahren Haft verurteilt, nach Revision wurde die Haftstrafe auf drei Jahre abgesenkt, 1957 Wiederaufnahme in SED, lebte als Schriftsteller in der DDR
- Anna Schlotterbeck, wurde mit ihrem Mann im Februar 1953 verhaftet, 1954 verurteilt und musste ebenfalls drei Jahre in Haft verbringen
- Wieland Herzfelde, Literaturprofessor in Leipzig, im März 1951 Kandidatenstatus der SED aberkannt, später Präsident des PEN-Zentrums der DDR

1952
- Walter Bartel, persönlicher Referent von Präsident Wilhelm Pieck, 1950 untersucht, aber geschützt, Ende 1952 nach dem Slánský-Prozess entlassen, danach Professor für Neuere Geschichte
- Gerhart Eisler, Leiter des Amts für Information der Regierung, wurde Ende 1952 abgesetzt, weil er angeblich beim Slánsky-Prozess erwähnt wurde, dort war aber Otto Eisler gemeint, später Leiter des Rundfunkrats der DDR und ZK-Mitglied

1953
- Franz Dahlem, Leiter der Kaderabteilung und der Westabteilung der SED, Mitglied des Politbüro, populärer Rivale von Ulbricht, seit 1950 in der Kritik, im Mai 1953 aus allen Parteiämtern entlassen, im Januar 1954 Rüge (und drohender Schauprozess), später wieder ZK-Mitglied und stellvertretender Minister

#### Weitere Befragte
Weitere untersuchte SED-Mitglieder waren Albert Norden, Anna Seghers, Ludwig Renn und andere, diese hatten meist keine negativen Konsequenzen.

#### Westdeutsche Betroffene
- Fritz Sperling, stellvertretender KPD-Vorsitzender wurde im Januar 1951 nach Ost-Berlin gelockt, am 26. Februar vor dem Regierungskrankenhaus verhaftet, schwer misshandelt, 1954 verurteilt
- Paula Acker, KPD-Vorstandsmitglied, verlor im Januar 1951 ihre Position
- Walter Fisch, KPD-Vorstandsmitglied, verlor im Januar 1951 diese Position

Außerdem wurden die führenden westdeutschen KPD-Funktionäre Kurt Müller, Willi Prinz und Ewald Kaiser in der DDR durch das MfS 1950/1951 aus anderen Gründen  verhaftet und zu mehrjährigen Haftstrafen verurteilt.

### Haftbedingungen
Die wenigen Verhafteten wurden zunächst von der SED an einen neutralen Ort zu einem unverdächtigen Termin geladen und danach in der Nähe von Mitarbeitern des MfS verhaftet. Diese brachten sie dann  in die Albrechtstraße, Schumannstraße oder nach Hohenschönhausen. Dort waren, sie meist in einer kleinen Kellerzelle mit einer Holzpritsche und einem Fäkalienbehälter ohne Fenster und Heizung untergebracht. In zahlreichen Verhören sollten sie ihre Schuld gestehen. Der Hauptverantwortliche dafür war der Staatssekretär Erich Mielke. Die Vernehmungen wurden meist nachts durchgeführt, es wurde psychischer Druck ausgeübt, aber keine direkte körperliche Gewalt.  Schriftliche Anklageschriften, Gerichtsverfahren und Verurteilungen erfolgten meist erst viele Monate später. Es gab für die Gefangenen keine Außenkontakte und auch meist auch keinen Hofgang.
Bei den Gefangenen unter sowjetischer Kontrolle (Leo Bauer, Fritz Sperling und Erica Glaser-Wallach) wurde bei den Verhören auch regelmäßig körperliche Gewalt ausgeübt.

## ČSR

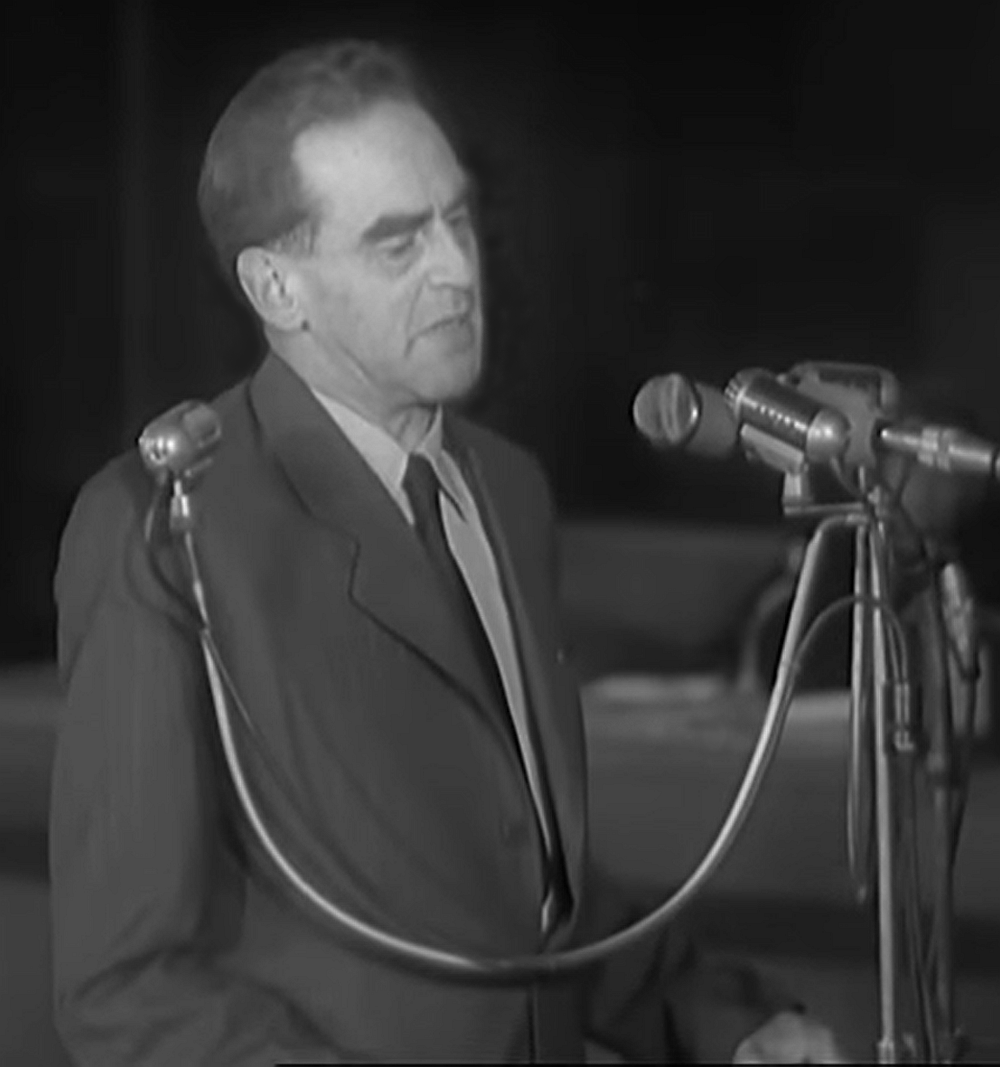
Rudolf Slánský vor dem Tribunal 1952

Auch in der Tschechoslowakei gab es Beschuldigungen gegen mehrere hochrangige Funktionäre der KPČ wegen Kontakten zu Noel Field in der Emigration. Präsident Gottwald konnte diese aber zunächst noch einige Zeit gegen sowjetischen Druck schützen.
Dennoch wurde ein großer Schauprozess gegen 14 Regierungsmitglieder und Parteifunktionäre in Prag vom 20. bis 27. November 1952 durchgeführt, mit dem Vorwurf der Spionage unter Leitung von Noel Field.
Elf der Angeklagten wurden zum Tode verurteilt, darunter der Parteivorsitzende Rudolf Slánský und sein Stellvertreter, sowie der Außenminister Clementis und  vier stellvertretende Minister. Die meisten von ihnen hatten eine jüdische Herkunft.

## Fazit
Zwischen 1949 und 1952 gab es in mehreren Ländern unter sowjetischer Vorherrschaft umfangreiche Maßnahmen gegen einige Parteifunktionäre und Mitglieder. Diese betrafen vor allem Emigranten, die in den 1930er und 1940er Jahren in westlichen Ländern gelebt hatten. Diese waren offensichtlich durch die sowjetische Führung schwerer zu disziplinieren als diejenigen, die in dieser Zeit in Moskau gewesen waren. Ein überdurchschnittlich hoher Anteil von ihnen war jüdischer Herkunft, wie zum Beispiel im Prager Slánský-Prozess.
Den meisten der Beschuldigten konnten Kontakte in dieser Zeit zu Noel Field nachgewiesen werden, da er sie mit seinem Komitee unterstützt hatte.